# Intermède (cheval)
Pour les articles homonymes, voir Intermède.
Intermède est un cheval de course Trotteur français, né en 1908 au Haras des Rouges-Terres où il a été élevé par Léon Olry-Roederer.

## Histoire
L'éleveur Léon Olry-Roederer, propriétaire du champion Bémécourt, a refusé de vendre son étalon à l'État. C'est ainsi que Bémécourt devient, par hasard selon Jean-Paul Reynaldo, le père d'Intermède. Le jockey du haras des Rouges-Terres Eugène Urier a acheté, en état d'ébriété, une jument appelée Belle Poule. Il révèle son achat à l'entraîneur du haras, Dejean, qui lui propose de la faire saillir par l'étalon Bémécourt, présent sur place.
Intermède naît en 1908, et est officiellement acheté par Léon Olry-Roederer. De santé fragile, l'étalon réalise néanmoins une carrière sportive remarquable. Un claquage y ayant mis fin, Olry-Roederer vend Intermède aux haras nationaux, pour la somme de 40 000 francs.

## Origines
Intermède est un fils du champion Bémécourt.

## Descendance
Dès sa première année de reproduction, en 1913, Intermède est très demandé par les éleveurs. Il se révèle un excellent étalon, devenant tête de liste de 1921 à 1928 et de 1930 à 1932.
Uranie est sa descendance la plus célèbre.